# Miguel Ángel Peña Cáceres
Miguel Ángel Peña Cáceres (Granada, 8 de juliol de 1970) va ser un ciclista espanyol que fou professional entre 1993 i 2001. Del seu palmarès destaca la victòria final a la Volta a Andalusia del 2000.

## Palmarès
- 1993
  - 1r a la Volta a Lleó
- 1998
  - Vencedor d'una etapa al Critèrium del Dauphiné Libéré
- 2000
  - 1r a la Volta a Andalusia i vencedor d'una etapa

### Resultats a la Volta a Espanya
- 1995. 35è de la classificació general
- 1996. Abandona

### Resultats al Giro d'Itàlia
- 1995. 72è de la classificació general
- 1999. 41è de la classificació general
- 2000. Abandona (8a etapa)

### Resultats al Tour de França
- 1998. Retirada de l'equip Banesto
- 1999. 43è de la classificació general
- 2000. Abandona (13a etapa)